# ليوناردو جارديم
خوسيه ليوناردو نونيز ألفيس سوسا جارديم (بالبرتغالية: José Leonardo Nunes Alves Sousa Jardim) (و. 1 أغسطس 1974) هو مدرب كرة قدم، من البرتغال، ولد في برشلونة، فنزويلا. درب  نادي الهلال السعودي عام 2021.

## الإنجازات

### الجماعية
كاماتشا
- كأس اتحاد ماديرا: 2003–04[4]

بيرا مار
- ليغا برو: 2009–10[5]

أولمبياكوس
- الدوري اليوناني: 2012–13[5]
- كأس اليونان: 2012–13[5]

موناكو
- الدوري الفرنسي: 2016–17

الهلال
- دوري أبطال آسيا: 2021

### الفردية
- الدوري الفرنسي: مدرب العام  [لغات أخرى]‏ 2016–17[6]

## وصلات خارجية
- ليوناردو جارديم على موقع قاعدة بيانات كرة القدم.إي يو (الإنجليزية)
- ليوناردو جارديم على موقع Soccerbase.com (مدرب) (الإنجليزية)
- ليوناردو جارديم على موقع عالم كرة القدم.نت (الإنجليزية)
- ليوناردو جارديم، إحصائيات المدرب على ForaDeJogo